# 伴助兼
伴 助兼（とも の すけかね）は、平安時代後期の武士。後に資兼に改名。通称は伴次郎、設楽大夫。姓は朝臣。伴助高の子。三河設楽氏・富永氏の祖。位階は従五位下。八幡太郎義家郎党で一の勇士として知られる。

## 出自
三河伴氏の出自は明らかでなく、景行天皇から出た三河大伴部直の後裔とする皇胤説のほか、中央豪族の伴氏（伴宿禰）の後裔とし、伴善男・大伴駿河麻呂・大伴家持らに繋げる系図がある。
なお、横手市雄物川町沼館から出土した「永延三年（989年）」の銘を持つ胎蔵界中台八葉院鏡蔵には、「『ｲ兼』杖伴守光」や「伴希子」という名前が見える。

## 略歴
三河国に住んだとされる。伝承では治暦元年（1065年）に義家の命で、現在の福島県二本松市に住吉山城（四本松城）を築いたという。
永保3年（1083年）に始まる後三年の役では、舅の兵藤正経と共に、清原（藤原）清衡の襲撃を受けた清原真衡邸から、真衡の妻と成衝を救い出している。義家からその武勇を賞賛され、源氏八領の一つともいわれる薄金の鎧を拝領したが、金沢柵攻略戦では、城内からの落石で兜を打ち落とされ紛失した。豊田市猿投神社に伝来する樫鳥縅鎧（重文）は、この薄金の鎧を助兼が奉納したものであると伝えられている。
承徳3年（1099年）従五位下に叙爵。

## 系譜
- 父：伴助高
- 母：不詳
- 妻：兵藤正経の娘
- 生母不明の子女
  - 男子：伴親兼
  - 男子：伴資親
  - 男子：伴親忠
  - 男子：伴資正
  - 女子：和田影道室

## 登場作品
- 炎立つ (1993年-1994年、NHK大河ドラマ)、演 : 片岡弘貴